# Copaxa simson
Copaxa simson är en fjärilsart som beskrevs av J. Peter Maassen och Gustav Weymer 1881. Copaxa simson ingår i släktet Copaxa och familjen påfågelsspinnare. Inga underarter finns listade i Catalogue of Life.